# Софиевка Вторая
Софиевка Вторая (укр. Софіївка Друга) — село в Вербской сельской общине Дубенского района Ровненской области Украины.
Население по переписи 2001 года составляло 64 человека. Почтовый индекс — 35670. Телефонный код — 3656. Код КОАТУУ — 5621681207.